# Jjimjilbang

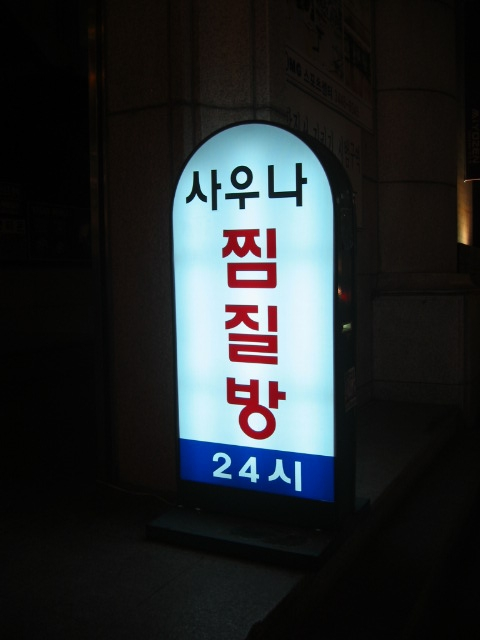
Letreiro de jjimjilbang em Apgujeong, em Seul.

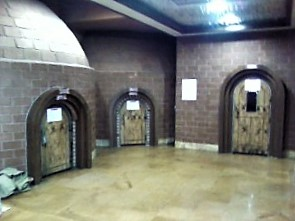
Sala de jjimjilbang

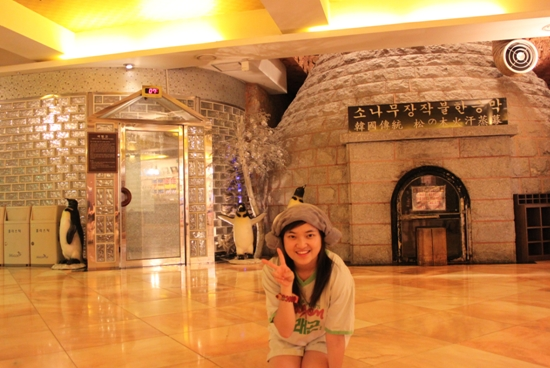
Uma menina em um jjimjilbang

Jjimjilbang (em coreano: 찜질방; pronúncia coreana: [t͈ɕimdʑilbaŋ]) é uma grande casa de banho público segregada por gênero na Coreia, equipadas com banheiras de hidromassagem, chuveiros, saunas de fornos tradicionais coreanos e mesa de massagem. Jjimjil é derivado da palavra que significa "aquecimento". No entanto, em outras áreas do edifício ou em outros andares existem áreas unissex, geralmente com lanchonetes, piso ondol aquecida para relaxar e dormir, TVs de tela ampla, salas de ginástica, salas de gelo, salas de sal aquecida, PC bang, noraebang, e quartos de dormir com beliches ou tapetes de dormir. Muitos dos dormitórios podem ter temas ou elementos. Normalmente os jjimjilbangs têm várias salas com temperaturas diferentes para atender às temperaturas relaxantes preferidas dos hóspedes. As paredes são decoradas com diferentes madeiras, minerais, cristais, pedras e metais, que é para tornar o ambiente, o humor e o cheiro mais naturais. Muitas vezes os elementos utilizados têm fins medicinais coreanos tradicionais em várias salas.
Muitos jjimjilbangs ficam abertos 24 horas por dia e são uma popular fuga de fim de semana das famílias coreanas. Durante a semana, muitos trabalhadores coreanos, cujas famílias vivem fora da cidade para economizar dinheiro(já que o custo de vida nas grandes cidades é alto), ficam em jjimjilbangs durante a noite depois de trabalhar ou de beber com colegas de trabalho até tarde da noite. O custo gira em torno de ₩8,000-12,000 para entrar e os clientes podem dormir durante a noite e desfrutar da casa de banho e sauna.

## Orientação
Os jjimjilbangs usualmente operam 24 horas por dia. Na entrada, há placas etiquetadas em “homens” e “mulheres” e os sapatos devem ser guardados em um armário com cadeado. Uma vez dentro, a chave do armário de sapatos é trocada com outra chave de armário para guardar roupas e pertences. Depois, os banhistas caminham para as áreas de banhos segregadas por sexo(crianças de ambos os sexos abaixo de sete anos de idade coreana são livres para irem à ambas as áreas) e tomar um banho. Então, deve-se usar a roupa que o estabelecimento oferece(geralmente uma camiseta e shorts, cor-coordenada de acordo com o sexo), que são recebidos com a chave locker.
Nas áreas de banho existem diferentes tipos de fornos de saunas com temas variados, incluindo um forno de jade, um forno de sal, um forno mineral etc e a cúpula em forma de paredes internas dos quartos do forno são rebocadas com pó de jade, sal e mineral respectivamente. Muitas vezes existem vários fornos com diferentes temperaturas que variam de 60 a 120 graus Fahrenheit(15 a 50 graus Celsius). A temperatura dos fornos é exibida em um sinal na entrada do forno.

## Higiene
Jjimjilbangs são sempre mantidos em uma condição muito higiênica para a saúde geral dos clientes e a maioria são limpos continuamente. Nenhum produto químico áspero é usado nas águas ou nas saunas.
Todas as áreas molhadas proíbem o uso de roupas por razões de segurança. Com o calor extremo dos banhos e das salas de vapor, acredita-se que os produtos químicos tóxicos podem lixiviar fora do vestuário e para o corpo. Acredita-se também que se você usar um maiô ou cobrir-se, você pode estar tentando esconder uma doença.
Recentemente, a qualidade higiênica e a salubridade de alguns jjimjilbangs foram questionadas, especialmente a lavagem adequada dos vestuários fornecidas pelos jjimjilbangs. As preocupações com as roupas que aumentam os sintomas da atopia em pacientes, ou mesmo hospeda acidentalmente parasitas, foram expressas, embora as evidências fossem inconclusivas.

## Comida

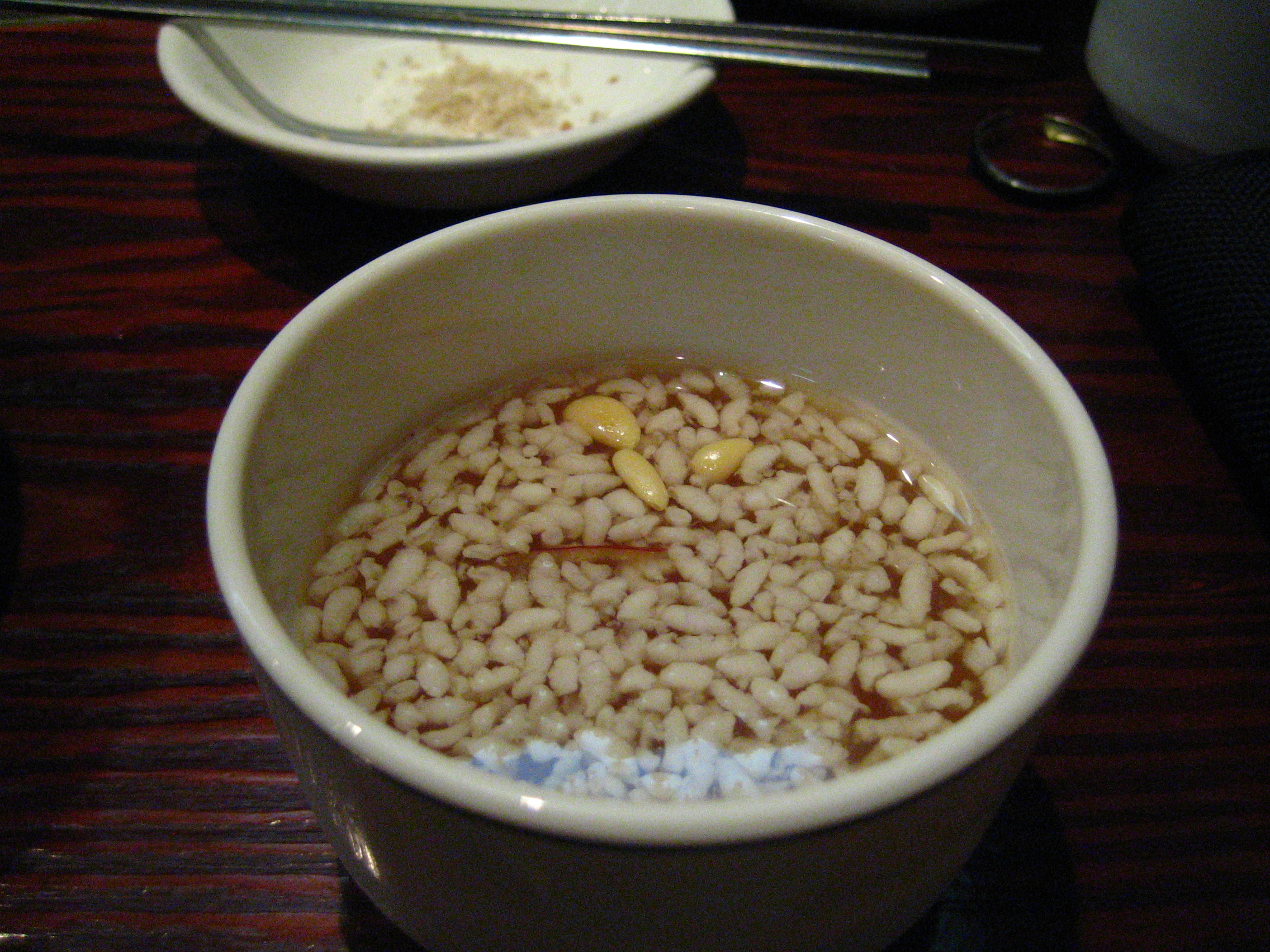
Sikhye

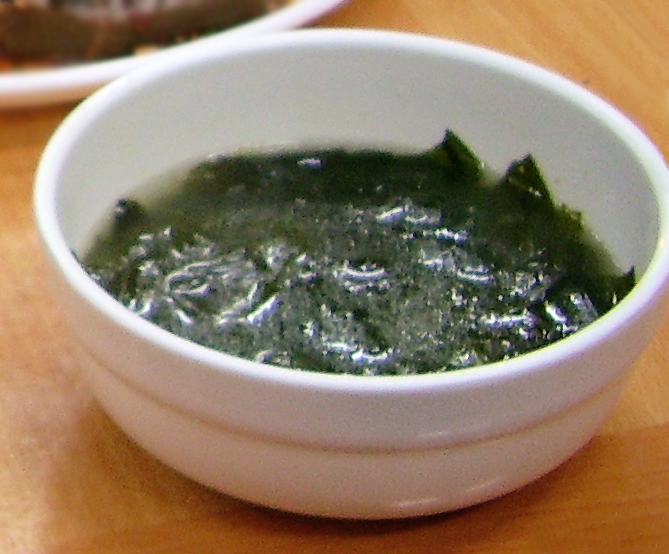
Miyeok guk (sopa de alga)

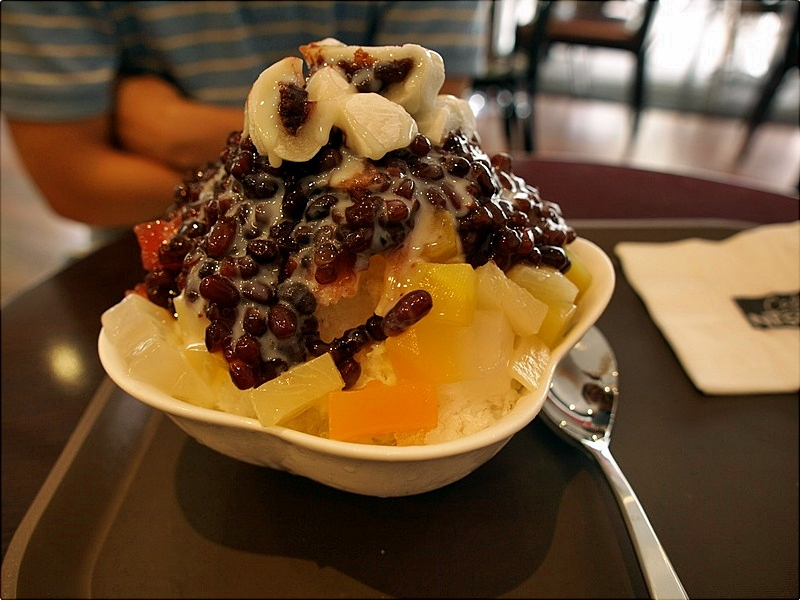
Patbingsu

- Sikhye gelado (식혜) é uma bebida de arroz doce. Normalmente custa ₩1,000–2,000.
- Ovos cozidos (맥반석 계란) que são lentamente cozidos nas saunas mais quentes e depois consumidos.
- Miyeokguk (미역국) é uma sopa feita de miyeok, um tipo de macroalga; e tipicamente um caldo baseado em mexilhão.
- Patbingsu (팥빙수) é uma sobremesa de gelo raspada com coberturas como frutas picadas, leite condensado, xarope de frutas e feijão-azuqui.
- Café gelado